# Neue Slowenische Kunst
Neue Slowenische Kunst (tyska för "Ny slovensk konst"), förkortat NSK, är ett kontroversiellt politiskt konstkollektiv som skapades i Slovenien 1984, när Slovenien fortfarande var en del av Socialistiska federationen Jugoslavien. Namnet är menat att skapa kontrovers genom att föra fram minnet från den nazistiska ockupationen av Slovenien under andra världskriget. NSK gör sedan 1991 anspråk på att ses som en mikronation.

## NSK:s uppbyggnad
NSK:s mest välkända gren är musikgruppen Laibach. Andra NSK-grenar inkluderar IRWIN (måleri), Noordung (teater; från början kallad Scipion Nasice Sisters Theater, eller Red Pilot), New Collective Studio (grafik; också känt som New Collectivism), Retrovision (film och video) samt Department of Pure and Applied Philosophy (teori). De delar som skapade NSK var Laibach, IRWIN och Scipion Nasice Sisters Theater.

## Karaktäristik
NSK använder sig i sin konst ofta av symboler som har använts eller används av totalitära och extremnationalistiska rörelser och blandar dessa till en totalitär kitsch som till det yttre kan påminna om dada. Konstnärer inom NSK blandar ofta symboler från olika, ofta inkompatibla, politiska ideologier. En affisch designad av NSK 1987 kan tas som exempel; denna orsakade skandal genom att vinna en tävling för jugoslavisk ungdom. Motivet var lånat från den nazistiske konstnären Richard Klein, men Tredje rikets flagga med hakkorset hade bytts ut mot den jugoslaviska och den tyska örnen mot en duva.
Både IRWIN och Laibach poängterar att deras arbete skall ses som kollektivt presterat hellre än individuellt. Laibachs originallåtar och arrangemang är alltid kollektivt undertecknade; de individuella artisterna är inte nämnda på albumomslag. Vid en tidpunkt fanns det till och med två Laibach-grupper ute och turnerade samtidigt, båda med medlemmar från originalgruppen. På samma sätt signerar IRWIN-konstnärerna aldrig sina verk individuellt. Istället är de signerade med en stämpel eller certifikat som säkerställer verkets ursprung från kollektivet IRWIN.
Sedan 1991 har NSK hävdat att kollektivet skall ses som en stat, på samma sätt som mikronationer. De utfärdar pass,  har presenterat konstvisningar i rollen som ambassad eller till och med som ett eget territorium. NSK har också upprätthållit konsulat i flera städer, exempelvis Umag i Kroatien. NSK har också tryckt upp frimärken. 2006 spelade Laibach in (eller "remixade") NSK:s nationalhymn på LP:n Volk, även om hymnen har samma melodi som en tidigare låt av Laibach: The great Seal. I Laibachs version av NSK:s nationalhymn finns en datorgenererad röst som reciterar några delar ur ett av Winston Churchills berömda tal: "We shall fight them on the beaches/We shall never surrender". 
Michael Benson skrev och regisserade 1996 en dokumentär om NSK - Prerokbe Ognja, slovenska för Eldförutsägelser.Bland de intervjuade i dokumentären är bland annat den slovenske intellektuelle Slavoj Žižek.
NSK myntade begreppet "retrogardism" - ett begrepp som i Skandinavien blivit livskraftigt för att problematisera och utveckla främst traditionsmedveten poesi och måleri i kretsen kring den svensk-norska tidskriften Aorta.